# 우타 하겐
우타 하겐(Uta Hagen, 1919년 6월 12일 ~ 2004년 1월 14일)은 미국의 배우이다.

## 출연 작품
- 행운의 반전 (1990)
- 브라질에서 온 소년 (1978)